# في سبورتس
في سبورت هي شركة قابضة تدير أندية كرة قدم. الشركة مملوكة بشكل مشترك للملياردير الأمريكي ويس إيدنز والملياردير المصري ناصف ساويرس، مع حصة أقلية مملوكة لشركة الاستثمار الأمريكية أتاروس. تستمد الشركة اسمها من نادي أستون فيلا، نادي كرة القدم الرائد، وتعمل بمثابة الشركة الأم للنادي.
بالإضافة إلى فريقي الرجال والسيدات في أستون فيلا، تمتلك V Sports أيضًا حصة 29% في نادي فيتوريا إس سي البرتغالي وحصة 25% في نادي ريال يونيون الإسباني. كما أبرمت شركة V Sports اتفاقيات شراكة مع نادي زد من الدوري المصري الممتاز ونادي فيسيل كوبي من الدوري الياباني الأول. تتشارك الأندية في شبكة في سبورت في موارد الكشف عن المواهب، ومنهجيات التدريب، واستراتيجيات تنمية الشباب.

## تاريخ
تأسست الشركة تحت اسم "NSWE" في يوليو 2018، قبل أن يقوم إيدنز وساويرس بشراء حصة 55٪ من ناديأستون فيلا الذي يلعب في الدوري الإنجليزي الممتاز. تم تعزيز هذا الاستثمار لاحقًا بشراء النادي بالكامل في أغسطس 2019 بعد ترقية أستون فيلا إلى الدوري الممتاز. في عام 2021، تم تغيير اسم الشركة إلى قي سبورت. بعد تأكيد الشراكة الأولية بين نادي زيد وأستون فيلا في ديسمبر 2021 لتطوير اللاعبين الشباب، تم الإعلان عن اتفاقية شراكة بين نادي زيد و في سبورت في أبريل 2023، والتي تشمل أيضًا نادي "فيتوريا" البرتغالي. يملك نجيب ساويرس، شقيق ناصف ساويرس، نادي زيد إف سي. وفي أغسطس 2023، أعلن نادي أستون فيلا عن تعاقده مع عمر خضر، لاعب فريق الشباب بنادي زيد ومنتخب مصر تحت 17 عامًا.
تم الإعلان عن استثمار أكاديمية الشباب في السنغال في أواخر عام 2022. وصف رئيس فيتوريا أنطونيو ميغيل كاردوسو هذا بأنه " إن أكبر مجمع تدريبي في السنغال مملوك لشركة في سبورت. نحن نتحدث عن الرياضيين الشباب، حتى سن 18 عامًا، الذين يتم تدريبهم في السنغال حتى يتمكنوا بعد ذلك من متابعة مشروعهم المهني."
اشترت شركة في سبورت 46% من نادي فيتوريا في فبراير 2023، حيث تم تقديم المشورة بشأن عملية الاستحواذ من قبل شركة مايو . أشار ناصيف ساويرس إلى أن المناقشات كانت مستمرة منذ ما يقرب من عامين بين شركة في سبورت وفيتوريا. ومع ذلك، كان الاتحاد الأوروبي لكرة القدم ملزمًا لشركة V Sports بخفض حصتها في فيتوريا من 46% إلى 29% للامتثال للوائح في يونيو 2023، حيث كان كلا الناديين في جولات التصفيات المؤهلة لبطولة الدوري الأوروبي 2023-24 . كما اشترط هذا الشرط عدم نقل أو إعارة أي لاعبين بين الأندية حتى سبتمبر 2024 على أقرب تقدير.
في مناقشات رسمية دخلت شركة في سبورت مع دوري كرة القدم الرئيسي بشأن تشكيل نادٍ في لاس فيجاس في أوائل عام 2022، مع تسجيل اسم أشرار لاس فيغاس كعلامة تجارية. تم منح الفريق الثلاثين في الدوري بدلاً من ذلك إلى سان دييغو في مايو 2023.
في مايو 2023، تم الإعلان عن كريس هيك، الرئيس السابق لفريق فيلادلفيا سفنتي سيكسرز، كرئيس للعمليات التجارية لكل من في سبورت و أستون فيلا. في أكتوبر 2023، انضم ماثيو كيدسون، المدير السابق لدورة ألعاب الكومنولث 2022 في برمنغهام، إلى منصب مدير التنمية العالمية.
في 19 أكتوبر 2023، أعلنتفي سبورت عن شراكة بين أنديتها الأعضاء ونادي فيسيل كوبي الياباني.
في 28 نوفمبر 2023، أعلنت شركة V Sports عن شراكة مع نادي ريال يونيون الإسباني: النادي مملوك لعائلة مدرب أستون فيلا أوناي إيمري . في 19 ديسمبر 2024، صادق مساهمو ريال يونيون على اتفاقية من شأنها أن تسمح لشركة V Sports بالاستثمار المباشر في النادي، مما أدى إلى سيطرة شركة V Sports على حصة تقريبية تبلغ 25% من النادي.
في 15 ديسمبر 2023، أعلنت في سبورت عن اتفاق مع شركة الاستثمار الأمريكية أتايروس المدعومة من كومكاست لتصبح أقلية في شركة في سبورت القابضة. وقد أدى الاتفاق، الذي قدر قيمة في سبورت بأكثر من 500 مليون جنيه إسترليني، إلى حصول أتايروس على حصة 20%.  تم الانتهاء من الصفقة مع شركة أتايروس في 12 أبريل 2024.

## الفرق التابعة لـ في سبورت
- يملك نادي أستون فيلا لكرة القدم ونادي أستون فيلا لكرة القدم، في سبورتس الملكية الكاملة للنادي، مع عمل ساويرس وإيدنز كرئيسين للنادي. تعتبر العلامة التجارية الرائدة.
- نادي فيتوريا إس سي، كانت شركة V Sports تمتلك في الأصل حصة 46%، ولكن من أجل الامتثال لقواعد الاتحاد الأوروبي لكرة القدم، أصبحت تمتلك الآن 29% فقط، دون أي تمثيل في مجلس الإدارة. [10]
- نادي زد، اتفاقية تعاون لتنمية المواهب الشابة، بالشراكة مع أكاديمية ZED في السنغال. يقدم نادي أستون فيلا المساعدة في التطوير الفني والبدني للاعبي الأكاديمية، ويقدم التدريب للمدربين ويتيح الوصول إلى شبكة الاستكشاف الخاصة بهم. بالإضافة إلى ذلك، يمكن لـ ZED إرسال اللاعبين الشباب للتدريب مع أكاديمية الشباب في أستون فيلا والحصول على خبرة كرة القدم الأوروبية في سن مبكرة. في المقابل، تتمتع أندية V Sports الأخرى بالقدرة على التعاقد مع هؤلاء اللاعبين قبل الفرق الأخرى، وهو ما ظهر جليًا مع انتقال عمر خضر إلى أستون فيلا، والذي أُعلن عنه في أغسطس 2023، وأصبح رسميًا في يوليو 2024.[22]
- فيسيل كوبي، اتفاقية تعاون ثنائية حيث يقوم الناديان بإنشاء إطار تطوير للاعبين وطاقم التدريب، مع تشجيع تبادل الأفكار وتقنيات التدريب، من أجل زيادة تطوير اللاعبين الشباب في أكاديميات كلا الفريقين. تم إرسال لاعبين من فريق فيسيل تحت 18 عامًا، مثل كايتو يامادا وكينتو هاماساكي، للتدريب في ملعب التدريب بوديمور هيلث التابع لنادي أستون فيلا.[22]
- ريال يونيون، تعاون أولي يبدأ في نوفمبر 2023 ويتطور إلى ملكية حصة 25٪ في النادي بحلول ديسمبر 2024. تساهم شركة V Sports في تقديم منهجيات التدريب الفني بهدف تحسين مكانة نادي Real Union في نظام الدوري الإسباني. في البداية، عين يونيون مدرب فريق أستون فيلا آنذاك إينيغو إيدياكيز كمدرب رئيسي، مع مدرب أستون فيلا آنذاك ألبرت كاربو كمدرب رئيسي حاليًا. بالإضافة إلى ذلك، تلقى يونيون تدفقًا من اللاعبين المعارين من أكاديمية أستون فيلا، مع انضمام أمثال تومي أوريلي وجوش فيني وجيمس رايت وفينلي مونرو إلى النادي لتطوير الخبرة على مستوى كبار اللاعبين.[22][23]